# Philippe Zinda Kaboré
Philippe Zinda Kaboré (* 18. November 1920 in Koudougou, Obersenegal und Niger, heute Burkina Faso; † 25. Mai 1947 in Abidjan (Elfenbeinküste)) war ein Politiker aus dem westafrikanischen Staat Obervolta, dem heutigen Burkina Faso.
Zinda Kaboré, Sohn eines lokalen traditionellen Dorfchefs der Mossi, absolvierte seine Ausbildung in Bingerville (Elfenbeinküste) sowie an der École normale William Ponty und an der Medizinerschule in Dakar (Senegal). Am 10. November 1946 wurde er zusammen mit Félix Houphouët-Boigny als einer von drei Abgeordneten für die Kolonie Elfenbeinküste in das französische Parlament gewählt. Der größere Teil der zu diesem Zeitpunkt nicht mehr existierenden Kolonie Obervolta gehörte damals zur Elfenbeinküste. Er starb nur einige Monate später, am 25. Mai 1947, in Abidjan (Elfenbeinküste) auf dem Weg nach Paris im Alter von nur 27 Jahren. Es gab Gerüchte, die von einer Vergiftung ausgingen, die Ärzte diagnostizierten aber einen Herzinfarkt.
Eines der bedeutendsten Gymnasien des Landes ist nach ihm benannt.